# Fliegende Untertassen greifen an
Fliegende Untertassen greifen an ist ein US-amerikanischer Science-Fiction-Film von Fred F. Sears aus dem Jahre 1956.

## Handlung
Der Raketenforscher Dr. Marvin und seine Frau Carol arbeiten an „Skyhook“, einem Programm zur Erforschung des Weltraums. Das Projekt befindet sich in einer Phase, in der Testflüge mit unbemannten Raketen gemacht werden. Diese Tests verlaufen nicht sehr erfolgreich, da alle Raketen plötzlich verschwinden, wenn sie einen gewissen Abstand zur Erde erreicht haben. Noch ist keine Erklärung zu finden, da werden Dr. Marvin und seine Frau während einer Autofahrt von einer fliegenden Untertasse verfolgt. Das Raumfahrzeug strahlt ein seltsames Geräusch aus, das die Marvins mit einem tragbaren Tonbandgerät aufnehmen. Weltweit werden nun immer öfter fliegende Untertassen gesichtet, bis schließlich eine landet. Das Militär versucht die Untertasse abzuschießen, scheitert aber an dem Schutzschild, der das UFO umgibt.
Schließlich wird einer der Außerirdischen getötet, als er sich außerhalb des Magnetfeldes befindet. Als die anderen Außerirdischen den Verlust entdecken, eröffnen sie ihrerseits das Feuer auf die Soldaten. Das gesamte Personal, mit Ausnahme von Dr. Marvin, seiner Frau und dem befehlshabenden General, wird getötet. Der General wird von den Außerirdischen verschleppt und untersucht, während sich Dr. Marvin und seine Frau Carol in einem Labor verstecken können. Dr. Marvin hört währenddessen immer wieder das Tonband ab, kann sich aber keinen Reim auf die aufgenommenen Geräusche machen. Erst als die Batterien des Tonbandgerätes schon sehr schwach sind und dadurch das Band sehr langsam läuft, werden die Geräusche verständlich. Auf dem Tonband befindet sich eine Botschaft der Außerirdischen, die eigentlich in Frieden gekommen sind. Nachdem jedoch einer der Fremden getötet wurde, stellen die Aliens der Menschheit ein Ultimatum. Den Menschen bleibt nur noch die Wahl zwischen Unterwerfung oder Vernichtung.
Um ein Exempel zu statuieren, vernichten die Außerirdischen einen Zerstörer der amerikanischen Flotte, wobei hunderte Menschen ums Leben kommen. Die Wissenschaftler arbeiten nun fieberhaft an einer wirksamen Waffe gegen die Untertassen. Dabei entwickeln sie eine Ultraschallwaffe, welche das Magnetfeld der außerirdischen Raumschiffe stört, wobei sie Antrieb und Schutzschilde verlieren. Alle Länder der Welt unterstützen nun dieses Projekt. Als die Waffe funktionstüchtig ist, erscheint eine Drohne der Außerirdischen, welche das Labor infiltriert. Schnell vernichtet das Militär die Drohne, und Dr. Marvin lässt die Waffe an einen anderen Ort bringen. Als jedoch vor dem Labor eine fliegende Untertasse landet und sich die Außerirdischen auf die Suche nach Dr. Marvin machen, nimmt dieser die fliegende Untertasse ins Ziel. Das Raumschiff wackelt zwar, eröffnet jedoch kurz darauf das Feuer auf die Schallwaffe, welche anschließend explodiert. Ein Außerirdischer versucht nun, Dr. Marvin zu töten, was ein Soldat verhindert, indem er den Außerirdischen erschießt. Dr. Marvin untersucht den Außerirdischen, wobei er ihm den Helm abnimmt. Er stellt fasziniert fest, dass der Außerirdische einem Menschen sehr ähnlich sieht. Am Ende beginnt ein zerstörerischer Krieg um das Wohl der Erde, wobei zahllose Menschen sterben. Das Washington Monument wird von einem abstürzenden Raumschiff zerstört, ebenso der Bahnhof und fast die ganze Stadt. Die Außerirdischen eröffnen bis zum letzten Atemzug das Feuer auf die Armee. Die Menschen siegen jedoch und feiern am Ende des Films ihren Sieg.

## Kritiken
- „Der Film ist nicht gerade eine Meisterleistung; die Schauspieler sind bemüht, können aber der Handlung nicht den richtigen Schwung geben; vieles wirkt gekünstelt; die Story ist dürftig; sie dient nur als Schaukasten für die Spezialeffekte. Und die haben es wirklich in sich […] Die Untertassen, die unheimlichen Außerirdischen mit ihren Strahlenwaffen und zuletzt die aufregende Schlacht über Washington geben dem Film auch für heutige Verhältnisse noch einige sehenswerte Elemente.“ (Hahn/Jansen, S. 160)

- „Allerdings gehören die fliegenden Untertassen von Ray Harryhausen bis in die 1980er Jahre zu den besten und übertreffen sogar Klaatus Schiff aus Der Tag, an dem die Erde stillstand. Harryhausens Untertassen sind gespenstisch lebendig, bewegen sich anmutig und schnell; Sie sind sehr wendig, überzeugend schnell und tödlich. Sie wirken fast eher lebendig als bloße Maschinen; sie demonstrieren nicht so sehr Persönlichkeiten, sondern sind einfach so überzeugend und haben ein so breites Repertoire an Bewegungen.“ (Warren, S. 242)

„Reißerischer, einfältiger Science-Fiction-Film mit ein paar effektvollen technischen Tricks. Ein Produkt der UFO-Hysterie, die in den 50er Jahren in Amerika ausbrach.“

## Hintergrund
- Die Spezialeffekte stammten von Ray Harryhausen, der erstmals für einen Science-Fiction-Film arbeitete. Im Gegensatz zu seinen früheren Arbeiten führte er die Stop-Motion-Effekte nur an Gebäuden und fliegenden Untertassen aus. Aus Kostengründen wurden die Außerirdischen durch Schauspieler in Gummianzügen gespielt.
- Der Film basiert auf dem 1953 erschienenen Buch Flying Saucers from Outer Space des US-amerikanischen UFO-Forschers Donald E. Keyhoe. Science-Fiction-Autor Curt Siodmak schrieb die Geschichte zur Filmstory um. Vorbild waren Der Tag, an dem die Erde stillstand sowie Kampf der Welten, den Harryhausen vergeblich versucht hatte zu verfilmen.
- Der Film war Vorbild anderer Verfilmungen. Die Zerstörung des Kapitols wurde in Independence Day wieder aufgegriffen. In der Parodie Mars Attacks! haben die fliegenden Untertassen das gleiche Aussehen. Der ursprünglich in schwarzweiß gedrehte Streifen wurde 2006 für eine britische DVD-Veröffentlichung (welche die deutsche Kino-Synchronisation enthält) mit modernsten Mitteln koloriert.
- Uraufführungen

- USA: im Juli 1956
- Deutschland: 14. Mai 1957

## Auszeichnungen
- 1957: Golden Reel Award der Motion Picture Sound Editors, Best Sound Editing – Feature Film